# Carl Thaulow
Carl Gustav Thaulow (Oslo, 23 d'octubre de 1875 - Oslo, 30 de maig de 1942) va ser un regatista noruec que va competir a començaments del segle xx.
El 1912 va prendre part en els Jocs Olímpics d'Estocolm, on va guanyar la medalla d'or en la categoria de 12 metres del programa de vela, a bord del Magda IX.